# 電気用品安全法

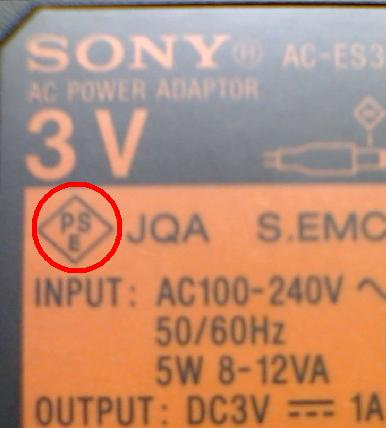
[個人撮影]ソニー製ACプラグ[特定]

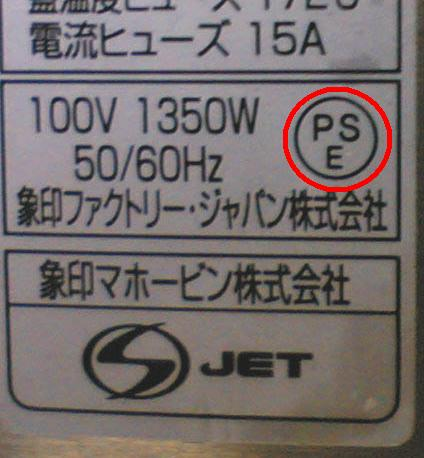
[個人撮影]象印製炊飯ジャー[特定外]

電気用品安全法（でんきようひんあんぜんほう）とは、電気用品の安全確保に関する日本の法律である。通称は電安法。旧来の電気用品取締法（通称「電取法」）が改題され、2001年（平成13年）4月1日に改正施行された。製造事業者や輸入事業者の自主性を促すため、手続きを大幅に緩和することを趣旨として改正された。
法令番号は昭和36年法律第234号、1961年11月16日公布。
これに電気事業法、電気工事士法、電気工事業の業務の適正化に関する法律（略称：電気工事業法）を加え、慣例的に電気保安四法と呼ぶ。監督官庁は経済産業省商務情報政策局産業保安グループで、手続等の実務は支部組織として経済産業局または都道府県産業部消費経済課製品安全室が担当する。

## 概要
電気用品の製造・輸入・販売を事業として行う場合の手続きや罰則を定めた法律である。
電気用品の定義や行政側の権限については、電気用品安全法施行令（昭和37年政令第324号）に規定されている。事業者が取るべき手続きに関する規則は、電気用品安全法施行規則（昭和37年通商産業省令第84号）によって、また電気用品が満たすべき技術的な基準は電気用品の技術上の基準を定める省令（昭和37年通商産業省令第85号）によって定められている。
なお、いわゆる電化製品や電気部品などであっても、これらの政令や省令によって定められた品目以外のものは電気用品とはみなされず、この法律の適用外となる（いわゆる対象品目外製品）。一般家庭でよく見られる対象品目外の例としてパソコンが挙げられる。これは情報機器が電安法の対象品目となっていないためである。ただし、例えばパソコンであってもTV放送受信機能を備えて販売されるものは「テレビ受像機」と解釈されて電安法の対象となるなど、構造や用途の微妙な違いなどによっても解釈が異なる場合がある。

## 電気用品取締法
電安法以前にその役割を果たしていた法律である。手続きが煩雑であったことなどから事業者からは改善を望む声が多かった（詳細は次節を参照）。
電気用品取締法の沿革は、電気事業法が制定されて数年後の1916年（大正5年）まで遡る。
- 1916年（大正5年）9月 - 電気用品試験規則（逓信省令第50号）
  - 電気用品製造工業の振興、奨励と製品の向上を図るため、逓信省電気試験所（明治24年設立）において、電気用品の依頼試験を開始。
- 1935年（昭和10年）9月30日 - 電気用品取締規則（逓信省令第30号） 
  - 法規による電気用品の取締を開始。一般住宅等で用いられる11 種類の電気用品を対象、製造免許と型式承認で構成。輸入品にも形式承認を義務化。
- 1945年（昭和20年）1月7日 （商工省告示第41号）
  - 1943年（昭和18年）11月1日、逓信省の電力行政を軍需省へ移管。1945年（昭和20年）8月26日、商工省へ移管。電気試験所が戦火により機能喪失したため、型式承認を電気機械統制会電気用品審査会の認定に切換。電気試験所復興（昭和23年8月）まで継続。
- 1949年（昭和24年）5月14日 - 電気事業法一部改正（法律第103号）
  - 電気用品取締規則違反の罰則を制定。
- 1961年（昭和36年）11月16日 - 電気用品取締法（法律第234号）
  - 粗悪な電気用品による危険及び障害の発生を防止することを目的として明記。電気用品の販売も規制し罰則も強化。
- 1968年（昭和43年） - 電気用品取締法改正
  - 「甲種電気用品」と「乙種電気用品」に分類し、危害を発生するおそれが高いものを甲種（政府認可制）、その他を乙種（自己確認）として2段階で規制。

## 電気用品安全法改正の骨子
上記電気用品取締法が「通商産業省関係の基準・認証制度等の整理及び合理化に関する法律（平成11年法律第121号）」第10条の規定により改題および一部改正がなされ、2001年より電気用品安全法として改正施行された。
内容としては、製造事業者や輸入事業者の手続きが緩和された一方、違反した場合の罰則強化や、販売事業者の新たな義務が追加されている。
改正が行われた要因の一つとして、電取法に対する輸入業者や諸外国メーカーなどからの批判が挙げられる。電取法の手続きは煩雑で、特に海外では指定検査機関が非常に限られていたことから、事実上の非関税障壁と捉えられていた。それを緩和しつつ製品の安全を水際で確保しようというのが電安法の立法趣旨であった。
また、消費生活用製品安全法、液化石油ガスの保安の確保及び取引の適正化に関する法律、ガス事業法らと合わせ、いわゆる製品安全4法としての統一性を持たせる意図もあった。
なお、この項に掲げるPSEマークなどの各マークについては、著作権法第13条（権利の目的とならない著作物）の第1号に該当し、著作権法第3章に規定された権利の対象とはならない。

### 登録から届出へ
電取法の時代には、電気用品の製造事業を行うには品目ごとに事業者としての登録を受ける必要があった。電安法では事業開始後30日以内に届出をすればよいとされる。ただし品目ごとの届出が必要である点は変わりない。
また海外から電気用品を輸入する輸入事業者を、国内で電気用品を製造する製造事業者と同等の責任を負うとした。これにより、これまで複雑だった輸入品に関する義務分担を輸入事業者を設置することで手続き、義務等の整理を図った。製造事業者と輸入事業者は総称して届出事業者とも呼ばれる。
なお、電気用品の販売のみを行う販売事業者の届出は不要である。

### 甲種電気用品型式承認の廃止

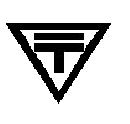
甲種

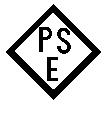
特定PSE

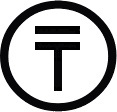
乙種

特定以外PSE

事故による危険度が高いとされる品目の電気用品は、電取法では甲種電気用品とされ、通産大臣によって指定された検査機関を通じて型式の承認を受けた上で、右図甲種のマーク（逆三角の中に、旧逓信省由来の郵便記号が書かれたもの）と承認番号を表示する必要があった。電安法のもとでは、これらが特定電気用品と改称された。特定電気用品は経済産業大臣に認定された検査機関（この検査機関自体も登録制の登録検査機関となり規制緩和された）へ持ち込んで適合性検査を受け、<PS>Eマーク（PSはProduct Safety、EはElectrical Appliance & Materials の略。正しくはひし形の中にPSEの文字であるが、電安法施行規則の定める条件を満たす場合は「<PS>E」の表示で代用も可）と検査機関名（または記号やロゴマークなど）を表示すればよい。
また、安全性の向上したいくつかの甲種品目については、電安法では特定以外の電気用品（後述）や、対象外製品などに再分類された。

### 乙種電気用品の記号廃止と復活
甲種以外の電気用品は、電取法では乙種電気用品とされ、右図乙種のマーク（円の中に郵便記号が書かれたもの）を表示する必要があった。しかし1995年からはこのマークを省略することとなった。これは乙種製品が検査機関の承認を得ず、製造事業者が自主的に適合性検査をしても良いとする規制緩和による。一方、製造事業者が第三者のチェックを受けたとアピールする目的で、検査機関に適合性検査を依頼した製品にはSマークと呼ばれる記号が付与された。以上により、市場には「無印の乙種製品」と「Sマーク付きの乙種製品」が流通することになった。
しかしながらマークが存在しない場合、消費者にとってはそれが乙種なのか対象外製品なのかを見分けることが困難であった。そこで電安法ではこれを特定以外の電気用品と改称し、新たに(PS)Eマーク（正しくは丸の中にPSEの文字であるが、電安法施行規則の定める条件を満たす場合は「(PS)E」の表示で代用も可）を表示することとなった。
なお、Sマークは電気用品安全法になって電気製品認証協議会(SCEA)によって引き続き任意の制度として運用されている。電気用品安全法を電気用品安全法を補完する電気製品の安全のための第三者認証制度とされている。
また甲種と同様、いくつかの乙種品目に関して、電安法では対象外製品に再分類された。逆に、乙種から特定電気用品へ再分類された項目も存在する。
なお電気用品へは上記に示した他に、事業者名や定格電圧・消費電力などを表示する必要がある。これらの項目は品目ごとに多少異なり、前述の技術基準によって定められている。

### 製造・輸入事業者の義務拡大
届出手続きが大幅に緩和・簡略化された一方で、事故発生時の追跡調査を容易にするため、電取法時代は甲種のみに量産品の検査記録を保存する義務が求められていたが、電安法ではすべての電気用品へ拡張された。

### 販売事業者の追加義務
電安法のもとでは、販売事業者には販売する電気用品にPSEマークなどの正しい表示がなされているかを確認する義務が追加された。この表示は販売事業者が独自に追記することはできない。また販売事業者も後述の罰則を受ける対象となりうる。これらの措置によって出所不明の製品が氾濫することを抑止する。
なお電安法施行後も、販売事業者は従来どおり認可申請・登録申請・届出等の必要はない。

### 罰則の強化
違反の内容により罰則は異なるが、電取法では最大で3年以下の懲役または30万円以下の罰金であったものが、電安法では最大で1年以下の懲役または100万円以下の罰金に変更された。これに加え法人にあっては、1億円以下の罰金が科せられる場合がある。
また電取法では違反事業者に対して業務停止命令を出す場合があったが、電安法ではPSE表示の禁止による事実上の販売停止や、消費者の安全を考えての違反品回収命令などに変更された。

### 技術基準の国際規格への対応
加えて2005年7月1日より、電気用品の技術上の基準を定める省令について、従来のもの（現在で言う第1項）に加え、新たな基準（第2項）が施行された。これは、日本独自の技術基準が海外製品に対する障壁になっていたという指摘を受け、IECの規格に準拠した安全基準を選択的に追加したものである。これ以降、個々の製品は第1項あるいは第2項のいずれかに準拠していれば、技術基準を満足したとみなされる（ただし一つの製品について、試験・検査項目ごとに第1項と第2項を部分的に選択することはできない）。
これまでは日本向けの製品と海外向けの製品で設計を変更して対応していたことが多かったが、第2項が加わったことにより国内と海外で設計を変更せずとも共通の製品を流通させることのできる機会が大幅に増えた（ただし電圧や周波数などの電源条件や、電安法以外の法規などといった諸条件が異なるため、必ずしも全ての設計を共通化することができるわけではない）。

### 技術基準の性能規定化
技術の進歩や新製品の開発に柔軟に対応できるようにする目的で、品目毎に技術基準を詳細に定めるそれまでの仕様規定を改め、電気用品の安全に必要な性能を定めた性能規定とするために、電気用品の技術上の基準を定める省令が2013年7月1日に改正され、2014年1月1日に施行された。
ISO/IEC Guide104 を基礎として安全保安上不可欠な性能に限定した一般要求事項及び危険源に対する保護を定める内容に一新された。
これに伴い、仕様規定であるそれまでの電気用品の技術上の基準を定める省令は通達の位置づけとなり電気用品の技術上の基準を定める省令の解釈となった。当初改正では国が定めた国内基準である旧第1項は別表第一から別表第十一に、国際基準に準拠した基準である旧第2項は別表第十二となったが、技術的内容は同じであったので事務処理等を除き実質的な影響は無かった。
一連の改正により、技術基準への適合を示す方法として、仕様規定である電気用品の技術上の基準を定める省令の解釈を整合規格として利用する従来の方法に加え、事業者自らが客観的データ等に基づいて電気用品の技術上の基準を定める省令への適合性確認を行う自己適合証明が利用できるようになった。
またメンテナンスの仕組みとして、別表第一から別表第十は民間の運営する電気用品調査委員会（国も参加）が国に対して改正要望を提出する体制となった。
一方、別表第十二の整合規格は、民間から国にJISなどの公的規格が提案され、審査を経て採用されることとなった。NITEが技術審査を行い、産業構造審議会 商務流通情報分科会 製品安全小委員会 の下に設置された、電気用品整合規格検討ＷＧが総合的な観点から評価したうえで公表される。
これらは当初から別表第十二の整合規格に一本化の方針が示されており、手始めに2022年に別表第九が別表第十二を参照するだけの内容に改正され無力化による事実上の廃止が行われた。他の旧第1項由来の別表も準備が整い次第、無力化の計画となっている。

## 電取法型式製品の猶予期間
電取法から電安法への移行に際し、製造・輸入・販売それぞれの事業者に対して下記の猶予期間が設けられた。

### 電取法表示製品の販売猶予期間
企業が旧法認可製品をそのまま生産、市場に出荷するにあたって、旧マークをPSE表示にすぐ切り替えのできない等の事情に鑑み、旧法表示のまま製品を製造または輸入、販売することのできる猶予期間が設定された。猶予期間は品目ごとに異なり、およそ下記のようになっている。詳細に関しては政令・省令を参照のこと。
- 多くの製品：5年
- 一部の製品や電線など：7年
- 配線器具など：10年

### 電取法表示製品の販売禁止撤回
前項に基づき2006年（平成18年）より多くの電取法表示製品が販売禁止となったが、消費者や古物商などからの反対が相次いだ。このため2007年11月21日の法改正によって、翌12月21日の施行より再度電取法表示製品が商取引可能となった。詳細はPSE問題の項を参照のこと。
この措置により、販売猶予7年および10年の品目については、事実上継続的に販売が可能となっている。

## 蓄電池の規制
これまで電安法の対象となっていたのは、主として商用電源を直接用いる機器に限られていたが、近年発生したリチウムイオン二次電池による事故等を受け、2007年の法改正に合わせ蓄電池が電気用品となり規制の対象となった。
体積エネルギー密度が一定以上のリチウムイオン蓄電池のみが規制の対象であり、2008年11月から施行され、2011年11月には技術基準のレベルがアップする二段階構成になっている。新規に電気用品を追加するにあたって施行の猶予期間を設けないのは非常に珍しい例と考えられるが、当局がいかに危機感を持っているかの裏返しとも推測される。
技術基準は当時のIEC/JIS準拠であるが、日本独自のJIS C8714を反映した別表第九が技術基準省令の第1項に追加された、レベルアップに関しては一部が電安法独自のものになっている。
当初リチウムイオン二次電池の規制は、消安法にて規制される予定であったが製品安全部会の答申により急遽方針転換された。
リチウムイオン蓄電池を用いたモバイルバッテリーについては、規制対象となるか不明確であったが、平成24年9月に公表された「リチウムイオン電池が組み込まれたポータブル蓄電装置の電気用品安全法上の取り扱いについて」により規制対象外であることが明確化された。しかし、事故が多発したことから 平成30年2月1日に通達の「電気用品の範囲等の解釈について」が一部改正され電気用品とみなされ規制対象となった。ただし、規制対象化に関して1年の経過措置が設けられ、届出, 技術基準適合（表示を含む）,販売が猶予された。技術基準の改正とは異なり電気用品の範囲を改正したことから、経過措置後はすでに市場で流通しているものも規制対象となるため表示のないモバイルバッテリーの販売が違法となり販売できなくなった。表示のない市中在庫や中古品の販売が違法となることもあり、経過措置期間の終了直前には表示のない製品が大幅値引きされる現象も随所でみられた。販売事業者にとっては実質的な過去遡及である。全口センサー付きガスコンロやチャイルド・レジスタンス機構つきライターの必須化にともなう規制強化の時に市場での流通が規制されたと同じような状況である。ちなみに海外ではモバイルバッテリーを平成24年の文書同様に電池そのものではなく装置とみなし、IEC60950-1などの技術基準を要求したうえで、モバイルバッテリーとして規制する例が多くみられる。

## 注・出典
1. ↑  第2条に定義されている。電気用品安全法 - e-Gov法令検索
2. ↑  電気用品安全法の概要 経済産業省
3. 1 2  電気用品安全法手続案内 表示の方式 経済産業省
4. 1 2  電気用品安全法施行規則 e-gov、別表第六、別表第七
5. ↑  “電気製品認証協議会（SCEA）”. www.s-ninsho.com. 2025年1月4日閲覧。